# Abbas Saeidi Tanha
Abbas Saeidi Tanha, né le 4 janvier 1981 est un ancien coureur cycliste professionnel iranien.

## Biographie
Abbas Saeidi Tanha termine douzième de la course sur route aux championnats du monde B 2003. Sur piste, il décroche la médaille de bronze sur la course aux points de ces championnats. En 2004, il participe à la course sur route aux Jeux olympiques d'Athènes, mais n'a pas terminé la course. Aux Jeux asiatiques de 2006 à Doha, Saeidi Tanha et ses compatriotes remportent la médaille d'argent du contre-la-montre par équipes et de la poursuite par équipes. En 2010, il remporte le classement général du Kerman Tour et en 2011, il devient  champion d'Iran sur route.

## Palmarès sur route

### Par années
- 1999
  -  Champion d'Iran sur route
- 2002
  - 3e du Tour de Corée
- 2005
  - 4e étape du Tour d'Azerbaïdjan
- 2006
  -  Médaillé d'argent du contre-la-montre par équipes aux Jeux asiatiques
- 2007
  - 3e du championnat d'Iran du contre-la-montre
- 2008
  - 1re étape du Tour d'Iran
  - 2e étape du Kerman Tour
  - 2e du Kerman Tour
- 2009
  - 5e étape du Tour d'Indonésie
  - 2e du Tour of Milad du Nour
- 2010
  - Kerman Tour :
    - Classement général
    - 1re (contre-la-montre par équipes) et 2e étapes

  - 4e étape de l'International Presidency Tour
- 2011
  -  Champion d'Iran sur route
- 2012
  - 2e du championnat d'Iran du contre-la-montre
  - 2e du Tour d'Azerbaïdjan

### Classements mondiaux
| Année         | 2005 | 2006 | 2007 | 2008 | 2009 | 2010 | 2011 | 2012 |
| ------------- | ---- | ---- | ---- | ---- | ---- | ---- | ---- | ---- |
| UCI Asia Tour | 59e  | 54e  | 133e | 176e | 181e | 14e  | 24e  | 81e  |

## Palmarès sur piste

### Championnats du monde "B"
- 2003
  -  Médaillé de bronze de la course aux points

### Jeux asiatiques
- Doha 2006
  -  Médaillé d'argent de la poursuite par équipes

### Championnats d'Asie
- Changwon 2003
  -  Médaillé de bronze de l'américaine
- Yokkaichi 2004
  -  Médaillé de bronze de la course aux points
- Nara 2008
  -  Médaillé d'argent de la poursuite par équipes
- Kuala Lumpur 2012
  -  Médaillé de bronze de l'américaine